# 웰시 레어빗

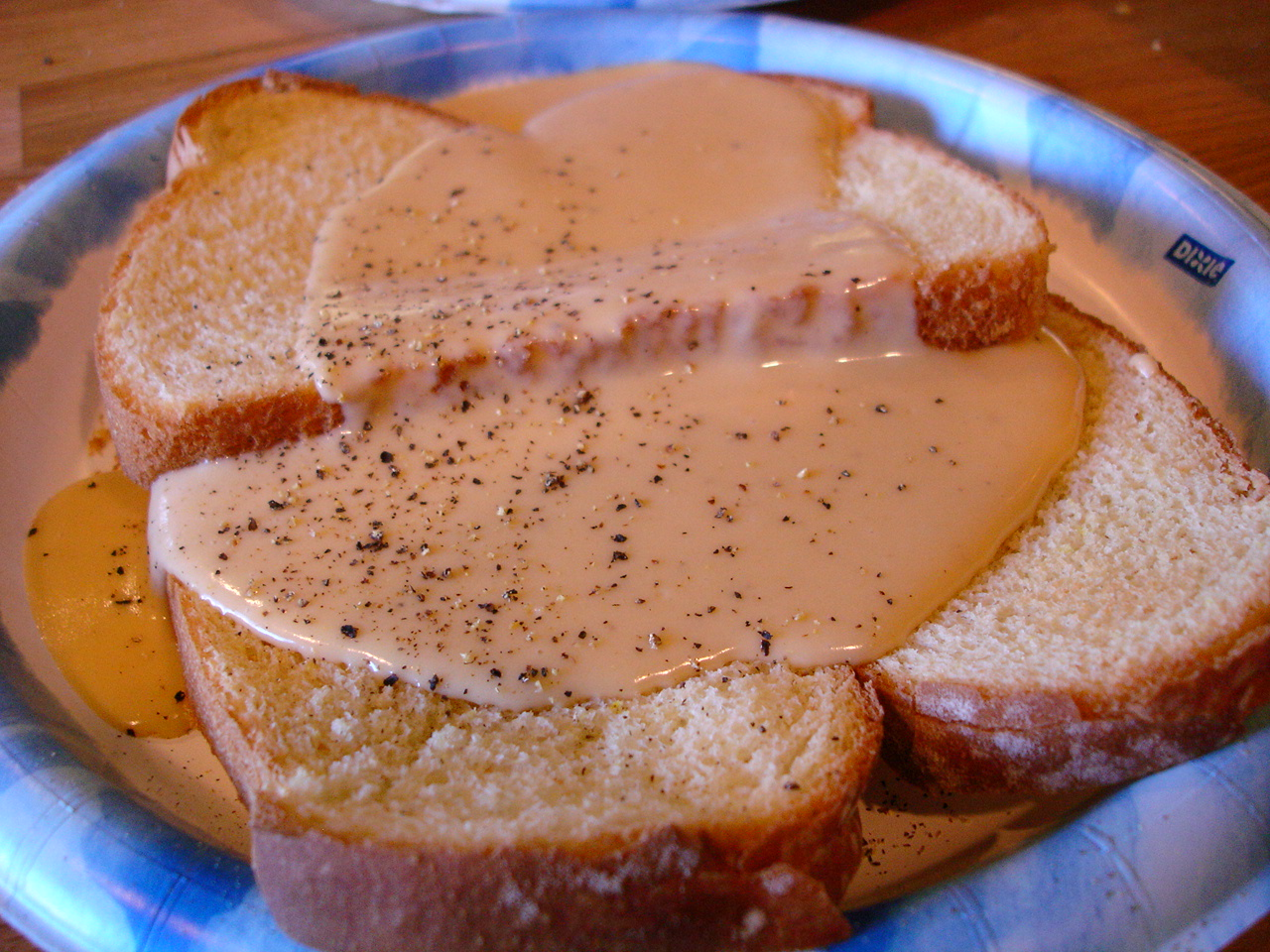
웰시 레어빗

웰시 레어빗(Welsh rarebit)은 치즈 토스트의 한 종류로, 웨일스 만의 치즈 토스트이다.